# Крижівка
Кри́жівка — село в Україні, у Луцькому районі Волинської області. Входить до складу Рожищенської міської громади. Населення становить 549 осіб.

## Географія
Село розташоване на правому березі річки Стир. Неподалік від села розташований Надстирський заказник.

## Історія
12 червня 2020 року, згідно з розпорядженням Кабінету Міністрів України  № 708-р, село увійшло до складу Рожищенської міської громади.
19 липня 2020 року, в результаті адміністративно-територіальної реформи та ліквідації Рожищенського району, село увійшло до складу новоутвореного Луцького району.

## Населення
Згідно з переписом УРСР 1989 року чисельність наявного населення села становила 647 осіб, з яких 308 чоловіків та 339 жінок.
За переписом населення України 2001 року в селі мешкало 550 осіб.

### Мова
Розподіл населення за рідною мовою за даними перепису 2001 року:
| Мова       | Відсоток |
| ---------- | -------- |
| українська | 98,72 %  |
| російська  | 0,73 %   |
| молдовська | 0,36 %   |
| білоруська | 0,18 %   |